# فریک (ترانه)
«فریک» (به انگلیسی: Freak) ترانه‌ای از خواننده و ترانه‌سرای اهل ایالات متحده آمریکا لانا دل ری برای آلبوم ماه عسل وی است. ترانه توسط لانا دل ری و ریک نوولس نوشته‌شده‌است. یک نماهنگ برای ترانه «فریک» در ۹ فوریه ۲۰۱۶ منتشر شد.

## نماهنگ

### انتشار
نماهنگ برای ترانه فریک نخستین‌بار در ۹ فوریه ۲۰۱۶ در تئاتر ویلنر در لس آنجلس، کالیفرنیا انتشار یافت. نماهنگ فریک همان نخستین روز انتشار نیز در کانال ویوو لانا دل ری منتشر شد.